# 南関東ガス田
南関東ガス田（みなみかんとうガスでん）は、千葉県を中心とした南関東一帯に分布する日本最大の水溶性天然ガス田。
水溶性天然ガスとは地下（地層）で地下水に溶解しているが、圧力が解放された地表では水から分離して気体になるガスのことで、主成分は都市ガスと同じメタン（炭化水素）である。一部のメタンは地層中で、古細菌（アーキア）により生成されている。
国内産ガスであるため、都市ガスとして供給を受ける家庭・事業所は、天然ガスの国際相場が高騰した場合、他の地域よりガス代の負担が少ない。第二次世界大戦中の日本は、帝国石油や日本天然ガスなどの企業が南関東ガス田から採掘したメタンガスからガソリンや航空燃料を生成し、日本軍や民間に供給していた。

## 概要

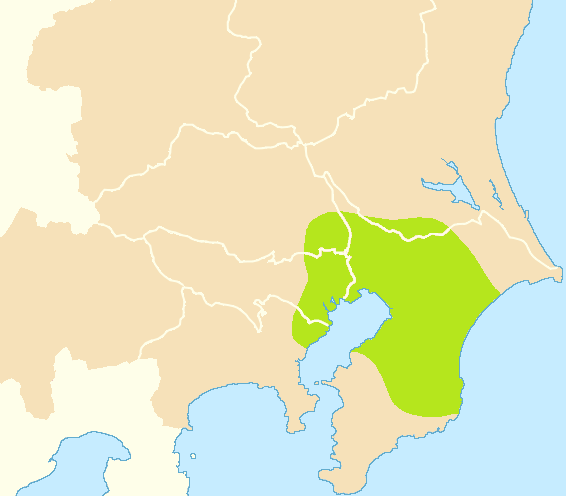
南関東ガス田の範囲

千葉県を中心に茨城県、埼玉県、東京都、神奈川県の地域に及び、鉱床面積は 約4,300 km2、埋蔵量は7,360億m3、可採埋蔵量は 3,685億 m3と推定され、日本国内で確認済みの天然ガス埋蔵量の9割を占める。東京での生産も行われていたが、ガス採掘に伴う地下水汲み上げ（揚水）が地盤沈下を招いたことから採掘は規制され、現在は千葉県の茂原地区を中心とする九十九里浜沿岸部が最大の供給地区。地元では「上（うわ）ガス」や「野ガス」と呼ばれている。関東天然瓦斯開発は茂原地区を鉱区として持ち、その埋蔵量は 1,000億 m3 と推定される。
ガスは鹹水（かん水）と呼ばれる地下水に含まれている。鹹水は化石海水が起源とされており、海水に似た成分だが、海水の2,000倍ものヨウ素を含んでいる。これだけ高濃度の濃縮ヨウ素が存在する場所は世界的にも珍しく、日本はチリに次いで世界第2位のヨウ素産出国となっている。なお、I129/I127 比で得られたヨウ素の平均的な年代は4900万年前。海底に堆積した海藻由来ではなく、数千万年かけて海底堆積物中に蓄積されたものが、プレートの沈み込みに伴い堆積物中の水分と共に上総層群中に移動・蓄積したと考えられている。
地下の高い圧力下ではメタンは地下水に溶けているが、大気圧では水にほとんど溶けないことから、地下水の汲み上げを行うとメタンガスが自ら分離して発生することとなる。南関東ガス田は他の水溶性ガス田に比べて鹹水に溶けているメタンガス濃度が99%と非常に高いのが特徴で、単なる化石海水ではなくメタンハイドレートを起源とするなどの説もある。
近隣の多くの自治体が条例などで無許可でのガス利用を禁じているため、個人が勝手に燃料として利用できず、地元の都市ガス会社が精製した天然ガスを各家庭が利用している。ただし、千葉県内を中心に旧家等で条例制定以前から天然ガスを利用している家庭（約300世帯）は例外的にガス利用が認められている場合がある。しかし、近年は工業用採掘の影響などにより産出量が減り、利用を止める家庭が増えている。

## 歴史
1891年（明治24年）に、千葉県大多喜町において醤油醸造業者である山崎屋太田卯八郎が水井戸を掘ったところ、真水は出ず「泡を含んだ茶褐色を呈する塩水」ばかり湧出するため、落胆して吸っていた煙草をこの泡へ投げ込んだところ、泡が青白い炎を上げて燃えあがり、居合わせた人たちが一堂に驚いた、との記録が残されている。
他の地区においても、ガス田地域での天然ガスや塩水などを含む水の湧出と田畑の作物への悪影響は古くから認知され、湧出する天然ガスは「燃ゆる気」（石油は「燃ゆる水」）、湧出する気配のある土地は「土気」と呼ばれていた。

## 産業
本地域で、ガスを採掘し、供給している主な企業は以下のとおり。
- K&Oエナジーグループ

（グループ企業）
- 関東天然瓦斯開発
- 大多喜ガス
- 日本天然ガス

- 合同資源
- 伊勢化学工業

## 構造
関東平野の基盤を構成する上総層群といわれる地層のうち、上総層群中部と呼ばれる国本層、梅ヶ瀬層、大田代層、黄和田層の地下水に天然ガスが溶け込んだ状態で存在してガス層を形成する。特に梅ヶ瀬層と大田代層でガス胚胎が大きいとされている。
上総層群は第三紀鮮新世〜第四紀更新世古期（約300万年前〜約40万年前）に海底で堆積した地層で、砂岩、泥岩および凝灰質砂礫などからなり、おおむね深度100mから2,000mに亘る広い範囲に堆積している。

## 地盤沈下公害
天然ガスの採掘は1930年代から始まり、太平洋戦争後は日本各地で行われた。南関東地域では、千葉県茂原市などのほか、江戸川区・江東区を中心とする東京都内の「東京ガス田」でも行われた。東京都下町低地地域で発生していた大規模な地盤沈下（海抜ゼロメートル地帯発生など）の主要原因として、この東京ガス田による生産（地下鹹水の揚水）があった。このことから地盤沈下を抑止するため、東京都は1972年に民間企業から江東区、江戸川区の天然ガス鉱業権を買収し、地下水の揚水を全面停止している。

## 事故

### 千葉県
千葉県では地表から天然ガスが湧出する地域があり、このガスによる事故が発生している。事故を防ぐため、家屋の床下の基礎部分にガスを逃がす仕組みを設置している地域もある。減圧による鹹水からのメタン分離に伴い生成されるガスが地下水中で過飽和になることで遊離ガスとして発生し、これが地上まで上昇してくることによる。
- 1988年4月8日、茂原市立茂原中学校で爆発事故。けが人はなかった[8]。
- 1991年11月25日、茂原市内の東京電力社員寮で爆発事故。1人が火傷[8]。
- 2004年7月30日、九十九里いわし博物館で爆発事故。職員2人死傷[16]。
- 2010年3月5日、千葉県大多喜町の勝浦警察署大多喜幹部交番で爆発事故。警部補が火傷[17]。

### 東京都
関東地方では鹹水を含む帯水層の分布と重なる地域が多いことから、東京でも地下開発に伴う事故が発生している。
- 1993年2月1日、東京都江東区冬木において、東京都水道局送水管建設工事のシールドトンネル掘進中にメタンガスによる爆発が発生して作業員4名が死亡し、1名が負傷した[18][19]。
- 1990年代以降、東京都内で盛んになった温泉の大深度掘削に伴い、天然ガスが噴出する事故が多発した。
- 2005年2月10日の北区浮間での温泉井戸掘削中のガス炎上事故は、パイプ洗浄中に噴出した天然ガスに引火したものである[20]。
- 2007年6月19日に渋谷区松濤の松濤温泉シエスパで3人の死者を出した渋谷温泉施設爆発事故も、汲み上げた温泉に含まれていたメタンガスが、施設内に滞留・充満した天然ガスに引火して爆発した。

このほかの事例は、経済産業省関東東北産業保安監督部が作成した「平成における可燃性天然ガスが原因と考えられる主な爆発・火災等事故事例」を参照のこと。